# Dương Thị Việt Anh
Dương Thị Việt Anh (Bạc Liêu, 30 december 1990) is een Vietnamese atlete, die zich heeft toegelegd op de meerkamp en het hoogspringen.
Dương won de gouden medaille bij de hoogspringen tijdens de Zuid-Oost Aziatische Spelen in 2011 in het Indonesische Palembang, waar ze de B-limiet haalde voor de Olympische Spelen van 2012 in Londen. Daar was zij een van de achttien Vietnamese deelnemers. In Londen sneuvelde ze in de kwalificatieronde met een beste poging van 1,80 m.

## Titels
- Zuid-Oost Aziatische Spelen kampioene hoogspringen - 2011

## Persoonlijke records
Outdoor
| Onderdeel    | Prestatie | Datum        | Plaats |
| ------------ | --------- | ------------ | ------ |
| 100 m horden | 15,31     | 8 juli 2011  | Kobe   |
| hoogspringen | 1,92 m    | 30 juni 2012 | Almaty |
| kogelstoten  | 10,19 m   | 8 juli 2011  | Kobe   |

Indoor
| Onderdeel    | Prestatie      | Datum            | Plaats   |
| ------------ | -------------- | ---------------- | -------- |
| 800 m        | 2.46,36        | 31 oktober 2009  | Hanoi    |
| 60 m horden  | 9,49           | 31 oktober 2009  | Hanoi    |
| hoogspringen | 1,84 m         | 18 februari 2012 | Hangzhou |
| verspringen  | 5,82 m (ex-NR) | 19 februari 2012 | Hangzhou |
| kogelstoten  | 10,00 m        | 31 oktober 2009  | Hanoi    |
| vijfkamp     | 3812 p (NR)    | 19 februari 2012 | Hangzhou |

## Palmares
- 2012: 15e in kwal. OS - 1,80 m